# Superliga de Colombia 2014
La Superliga de Colombia 2014 (oficialmente y por motivos de patrocinio, Superliga Postobón de Campeones 2014) fue la tercera edición (3a) del torneo oficial de fútbol colombiano que enfrentó a Atlético Nacional, el cual resultó campeón de los torneos Apertura 2013 y Finalización 2013, contra el Deportivo Cali, que resultó como segundo mejor clasificado en la tabla de reclasificación de 2013. El torneo se disputó entre el 20 y 29 de enero de 2014. Además, a partir de esta edición, la Superliga empezó a conceder un cupo a la Copa Sudamericana para el campeón, en este caso, para la Copa Sudamericana 2014.

## Sistema de juego

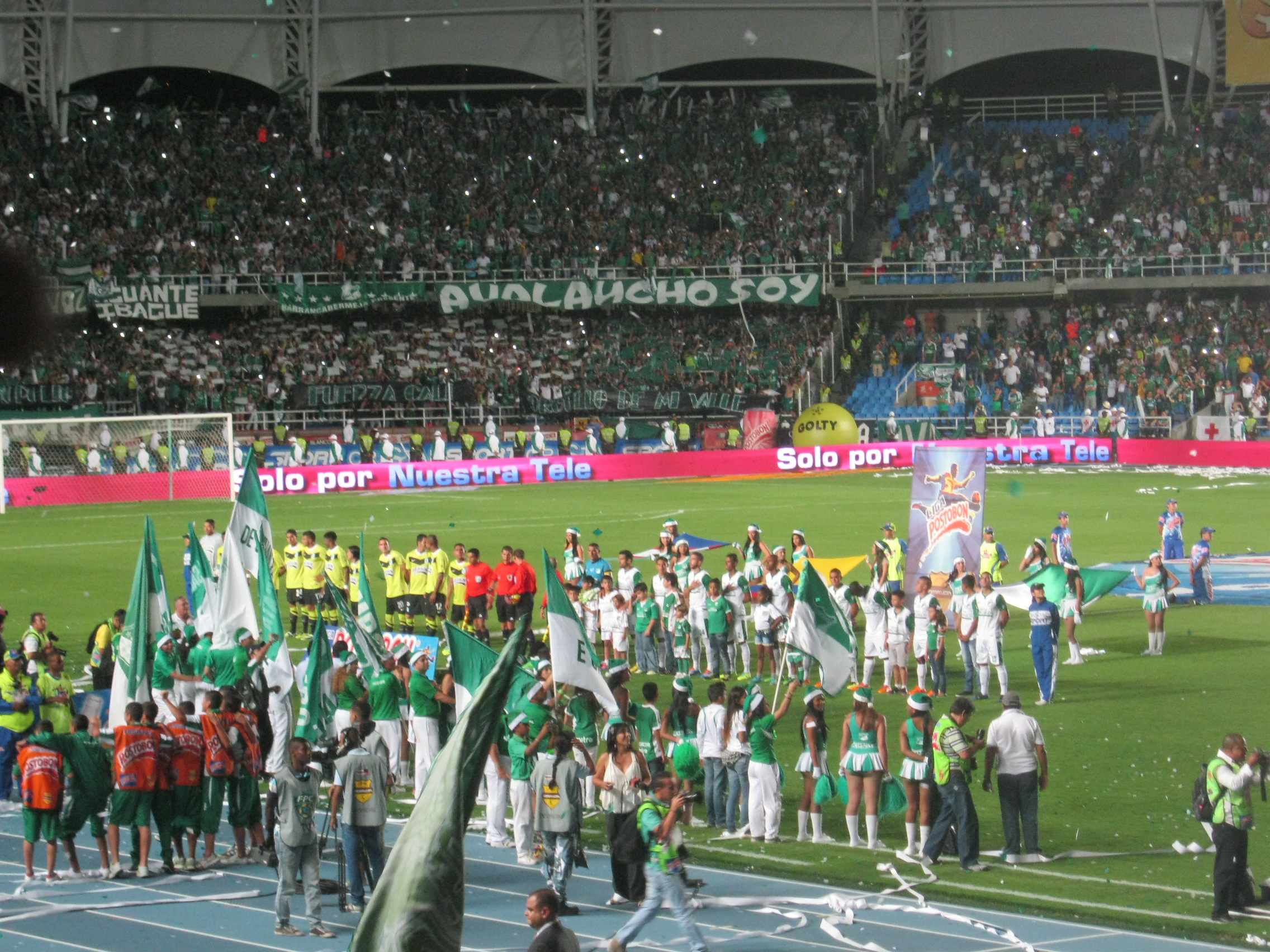
Acto protocolario durante el primer encuentro en el Estadio Olímpico Pascual Guerrero en Cali.

La Superliga de Colombia se disputa a dos enfrentamientos directos de ida y vuelta, entre los dos campeones de los torneos de liga organizados en el año inmediatamente anterior. El equipo que haya tenido más puntos en la tabla de reclasificación 2013, en este caso Atlético Nacional, juega el partido de ida como visitante y el encuentro de vuelta en condición de local.
El equipo que tras los dos enfrentamientos finalice con más puntaje, es coronado como campeón. En caso de que terminen con la misma cantidad de puntos, el desempate se hace mediante la diferencia de goles, siendo campeón el de mejor diferencia. Si el empate persiste, el campeón se define mediante los tiros desde el punto penal.

## Llave
| Bandera del departamento de Antioquia | vs. |                          |
| ------------------------------------- | --- | ------------------------ |
| Atlético Nacional 1 2 (3)             | vs. | Deportivo Cali 2 0 2 (4) |

## Participantes
| Atlético Nacional         | Deportivo Cali                    |
| ------------------------- | --------------------------------- |
| Estadio Atanasio Girardot | Estadio Olímpico Pascual Guerrero |
| Capacidad: 44.739         | Capacidad: 42.130                 |
|                           |                                   |
| Medellín                  | Cali                              |

## Partidos

### Partido de ida
| 1          | POR        | Faryd Mondragón       |       |
| 2          | DEF        | Fainer Torijano       |       |
| 24         | DEF        | Luis Antonio Calderón |       |
| 19         | DEF        | Yerson Candelo        |       |
| 4          | DEF        | Vladimir Marín        |       |
| 5          | MED        | Andrés Pérez          |       |
| 15         | MED        | Jhon Viáfara          |       |
| 27         | MED        | Néstor Camacho        | 90+1' |
| 10         | MED        | Carlos Lizarazo       |       |
| 34         | DEL        | Carlos Rivas          | 65'   |
| 7          | DEL        | Robin Ramírez         | 82'   |
| Entrenador | Entrenador | Leonel Álvarez        |       |

| 34         | POR        | Franco Armani      |     |
| 5          | DEF        | Francisco Nájera   | 58' |
| 2          | DEF        | Stefan Medina      |     |
| 3          | DEF        | Óscar Murillo      |     |
| 19         | MED        | Farid Díaz         |     |
| 24         | MED        | Daniel Bocanegra   |     |
| 13         | MED        | Alexander Mejía    |     |
| 21         | MED        | Jhon Valoy         | 68' |
| 7          | MED        | Sherman Cárdenas   |     |
| 28         | DEL        | Orlando Berrío     | 64' |
| 17         | DEL        | Jefferson Duque    |     |
| Entrenador | Entrenador | Juan Carlos Osorio |     |

| 20 | DEL | Steven Mendoza  | 66' |
| 30 | MED | Harrison Mojica | 79' |
| 32 | DEL | Luis Payares    | 81' |

| 6  | DEF | Juan David Valencia | 58' |
| 18 | DEL | Wilder Guisao       | 64' |
| 14 | MED | Sebastián Pérez     | 68' |

| Anotado | 19' | Robin Ramírez | 1-0 |
| Anotado | 20' | Robin Ramírez | 2-0 |

| Anotado · Penal | 85' | Stefan Medina | 2-1 |

| Amonestado | 23' | Cristian Marrugo |
| Amonestado | 35' | Andrés Pérez     |
| Amonestado | 79  | Yerson Candelo   |
| Amonestado | 84  | Faryd Mondragón  |

| Amonestado | 66' | Stefan Medina    |
| Amonestado | 71' | Óscar Murillo    |
| Amonestado | 90' | Farid Díaz       |
| Amonestado | 90' | Sherman Cárdenas |

| Otorgado · Otorgado otra vez · Expulsado | 89' | Óscar Murillo |
| Otorgado · Otorgado otra vez · Expulsado | 92' | Stefan Medina |

| Árbitro             | Juan Pontón         |
| Árbitros asistentes | Rafael Rivas        |
| Árbitros asistentes | Cristian de la Cruz |
| Cuarto árbitro      | Luis Sánchez        |

| 1          | POR        | Faryd Mondragón       |       |
| 2          | DEF        | Fainer Torijano       |       |
| 24         | DEF        | Luis Antonio Calderón |       |
| 19         | DEF        | Yerson Candelo        |       |
| 4          | DEF        | Vladimir Marín        |       |
| 5          | MED        | Andrés Pérez          |       |
| 15         | MED        | Jhon Viáfara          |       |
| 27         | MED        | Néstor Camacho        | 90+1' |
| 10         | MED        | Carlos Lizarazo       |       |
| 34         | DEL        | Carlos Rivas          | 65'   |
| 7          | DEL        | Robin Ramírez         | 82'   |
| Entrenador | Entrenador | Leonel Álvarez        |       |

| 34         | POR        | Franco Armani      |     |
| 5          | DEF        | Francisco Nájera   | 58' |
| 2          | DEF        | Stefan Medina      |     |
| 3          | DEF        | Óscar Murillo      |     |
| 19         | MED        | Farid Díaz         |     |
| 24         | MED        | Daniel Bocanegra   |     |
| 13         | MED        | Alexander Mejía    |     |
| 21         | MED        | Jhon Valoy         | 68' |
| 7          | MED        | Sherman Cárdenas   |     |
| 28         | DEL        | Orlando Berrío     | 64' |
| 17         | DEL        | Jefferson Duque    |     |
| Entrenador | Entrenador | Juan Carlos Osorio |     |

| 20 | DEL | Steven Mendoza  | 66' |
| 30 | MED | Harrison Mojica | 79' |
| 32 | DEL | Luis Payares    | 81' |

| 6  | DEF | Juan David Valencia | 58' |
| 18 | DEL | Wilder Guisao       | 64' |
| 14 | MED | Sebastián Pérez     | 68' |

| Anotado | 19' | Robin Ramírez | 1-0 |
| Anotado | 20' | Robin Ramírez | 2-0 |

| Anotado · Penal | 85' | Stefan Medina | 2-1 |

| Amonestado | 23' | Cristian Marrugo |
| Amonestado | 35' | Andrés Pérez     |
| Amonestado | 79  | Yerson Candelo   |
| Amonestado | 84  | Faryd Mondragón  |

| Amonestado | 66' | Stefan Medina    |
| Amonestado | 71' | Óscar Murillo    |
| Amonestado | 90' | Farid Díaz       |
| Amonestado | 90' | Sherman Cárdenas |

| Otorgado · Otorgado otra vez · Expulsado | 89' | Óscar Murillo |
| Otorgado · Otorgado otra vez · Expulsado | 92' | Stefan Medina |

| Árbitro             | Juan Pontón         |
| Árbitros asistentes | Rafael Rivas        |
| Árbitros asistentes | Cristian de la Cruz |
| Cuarto árbitro      | Luis Sánchez        |

### Partido de vuelta
| 35         | POR        | Luis Martínez      |     |
| 19         | DEF        | Farid Díaz         | 71' |
| 3          | DEF        | Óscar Murillo      |     |
| 2          | DEF        | Stefan Medina      |     |
| 24         | DEF        | Daniel Bocanegra   |     |
| 13         | MED        | Alexander Mejía    |     |
| 7          | MED        | Sherman Cárdenas   |     |
| 10         | MED        | Edwin Cardona      |     |
| 28         | DEL        | Orlando Berrío     | 64' |
| 17         | DEL        | Jefferson Duque    |     |
| 16         | DEL        | Luis Páez          | 83' |
| Entrenador | Entrenador | Juan Carlos Osorio |     |

| 1          | POR        | Faryd Mondragón       |     |
| 2          | DEF        | Fainer Torijano       |     |
| 24         | DEF        | Luis Antonio Calderón |     |
| 21         | DEF        | Víctor Giraldo        | 64' |
| 19         | DEF        | Yerson Candelo        |     |
| 4          | DEF        | Vladimir Marín        |     |
| 5          | MED        | Andrés Pérez          |     |
| 15         | MED        | Jhon Viáfara          | 73' |
| 27         | MED        | Néstor Camacho        | 71' |
| 10         | MED        | Carlos Lizarazo       |     |
| 7          | DEL        | Robin Ramírez         |     |
| Entrenador | Entrenador | Leonel Álvarez        |     |

| 24 | DEL | Sebastián Pérez     | 64' |
| 6  | DEF | Juan David Valencia | 71' |
| 8  | MED | Diego Arias         | 83' |

| 15 | DEL | John Viáfara      | 46' |
| 17 | MED | Mauricio Casierra | 57' |
| 20 | DEL | Stiven Mendoza    | 74' |

| Anotado | 28' | Jefferson Duque | 1-0 |

| Amonestado | 79' | Juan David Valencia |
| Amonestado | 90' | Alexander Mejía     |

| Amonestado | 21' | Gustavo Cuéllar |
| Amonestado | 34' | Vladimir Marín  |
| Amonestado | 51' | John Viáfara    |
| Expulsado  | 90' | Gustavo Cuéllar |

| Stefan Medina       | Acierto de penal         | 1:0 |                          |                 |  |
|                     |                          | 1:0 | Fallo de penal (Atajado) | Andrés Pérez    |  |
| Sherman Cárdenas    | Fallo de penal (Atajado) | 1:0 |                          |                 |  |
|                     |                          | 1:1 | Acierto de penal         | Robin Ramírez   |  |
| Edwin Cardona       | Acierto de penal         | 2:1 |                          |                 |  |
|                     |                          | 2:2 | Acierto de penal         | Vladimir Marín  |  |
| Juan David Valencia | Fallo de penal (Atajado) | 2:2 |                          |                 |  |
|                     |                          | 2:3 | Acierto de penal         | Fainer Torijano |  |
| Daniel Bocanegra    | Acierto de penal         | 3:3 |                          |                 |  |
|                     |                          | 3:4 | Acierto de penal         | John Viáfara    |  |

| Árbitro             | Juan Carlos Gamarra |
| Árbitros asistentes | Wilson Berrio       |
| Árbitros asistentes | Paolo Benítez       |
| Cuarto árbitro      | Nicolás Gallo       |

| 35         | POR        | Luis Martínez      |     |
| 19         | DEF        | Farid Díaz         | 71' |
| 3          | DEF        | Óscar Murillo      |     |
| 2          | DEF        | Stefan Medina      |     |
| 24         | DEF        | Daniel Bocanegra   |     |
| 13         | MED        | Alexander Mejía    |     |
| 7          | MED        | Sherman Cárdenas   |     |
| 10         | MED        | Edwin Cardona      |     |
| 28         | DEL        | Orlando Berrío     | 64' |
| 17         | DEL        | Jefferson Duque    |     |
| 16         | DEL        | Luis Páez          | 83' |
| Entrenador | Entrenador | Juan Carlos Osorio |     |

| 1          | POR        | Faryd Mondragón       |     |
| 2          | DEF        | Fainer Torijano       |     |
| 24         | DEF        | Luis Antonio Calderón |     |
| 21         | DEF        | Víctor Giraldo        | 64' |
| 19         | DEF        | Yerson Candelo        |     |
| 4          | DEF        | Vladimir Marín        |     |
| 5          | MED        | Andrés Pérez          |     |
| 15         | MED        | Jhon Viáfara          | 73' |
| 27         | MED        | Néstor Camacho        | 71' |
| 10         | MED        | Carlos Lizarazo       |     |
| 7          | DEL        | Robin Ramírez         |     |
| Entrenador | Entrenador | Leonel Álvarez        |     |

| 24 | DEL | Sebastián Pérez     | 64' |
| 6  | DEF | Juan David Valencia | 71' |
| 8  | MED | Diego Arias         | 83' |

| 15 | DEL | John Viáfara      | 46' |
| 17 | MED | Mauricio Casierra | 57' |
| 20 | DEL | Stiven Mendoza    | 74' |

| Anotado | 28' | Jefferson Duque | 1-0 |

| Amonestado | 79' | Juan David Valencia |
| Amonestado | 90' | Alexander Mejía     |

| Amonestado | 21' | Gustavo Cuéllar |
| Amonestado | 34' | Vladimir Marín  |
| Amonestado | 51' | John Viáfara    |
| Expulsado  | 90' | Gustavo Cuéllar |

| Stefan Medina       | Acierto de penal         | 1:0 |                          |                 |  |
|                     |                          | 1:0 | Fallo de penal (Atajado) | Andrés Pérez    |  |
| Sherman Cárdenas    | Fallo de penal (Atajado) | 1:0 |                          |                 |  |
|                     |                          | 1:1 | Acierto de penal         | Robin Ramírez   |  |
| Edwin Cardona       | Acierto de penal         | 2:1 |                          |                 |  |
|                     |                          | 2:2 | Acierto de penal         | Vladimir Marín  |  |
| Juan David Valencia | Fallo de penal (Atajado) | 2:2 |                          |                 |  |
|                     |                          | 2:3 | Acierto de penal         | Fainer Torijano |  |
| Daniel Bocanegra    | Acierto de penal         | 3:3 |                          |                 |  |
|                     |                          | 3:4 | Acierto de penal         | John Viáfara    |  |

| Árbitro             | Juan Carlos Gamarra |
| Árbitros asistentes | Wilson Berrio       |
| Árbitros asistentes | Paolo Benítez       |
| Cuarto árbitro      | Nicolás Gallo       |

|                                    |
| Bandera de Colombia                |
| Campeón Deportivo Cali 1.er título |

## Goleadores
| Jugador         | Equipo            | Goles | Minutos jugados | Promedio minutos por gol |
| --------------- | ----------------- | ----- | --------------- | ------------------------ |
| Robin Ramírez   | Deportivo Cali    | 2     | 172             | 86                       |
| Stefan Medina   | Atlético Nacional | 1     | 178             | 178'                     |
| Jefferson Duque | Atlético Nacional | 1     | 180             | 180'                     |
|                 |                   |       |                 |                          |